# ورنویل پتیت
ورنویل پتیت (به فرانسوی: Verneuil-Petit) یک کامین در فرانسه است که در Canton of Montmédy واقع شده‌است.

## خصوصیات
ورنویل پتیت ۳٫۹۹ کیلومترمربع مساحت و ۸۰ نفر جمعیت دارد.